# Valdecarros
Valdecarros est une commune de la province de Salamanque dans la communauté autonome de Castille-et-León en Espagne.